# Lepidogalaxias salamandroides
El pez salamandra (Lepidogalaxias salamandroides) es una especie de pez, la única del género Lepidogalaxias y de la familia Lepidogalaxiidae, ambos monoespecíficos. Su nombre científico procede del griego lepidos (escamas) y galaxias (una clase de pez), y por su parecido con la salamandra.

## Morfología
Su longitud máxima descrita es de 7'4 cm. Los machos con aleta anal modificada para realizar con ella la fecundación interna.

## Distribución y hábitat
Es un pez de agua dulce de comportamiento demersal, no migrador, que vive a una temperatura entre 17 °C y 26 °C, distribuido de forma endémica por ríos de Australia Occidental en humedales estacionales entre los ríos Blackwood y Kent.
Se encuentra en las corrientes superficiales, los desagües y las lagunas temporales en agua generalmente ácida alrededor de pH 4, con agua de color té. Se alimenta principalmente de larvas de insectos acuáticos y pequeños crustáceos. Desovan a principios de la primavera, con fertilización interna, poniendo la hembra alrededor de 100 huevos, con un rápido crecimiento de las crías pues el ciclo de vida está limitado a 12 meses, momento en que los alevines se entierran en madrigueras en el barro hasta que vuelva el agua en otoño; no tienen estructuras respiratorias accesorias y no pueden soportar situaciones bajos de oxígeno durante esta fase. El ciclo de vida típico es de tres años, pero algunos ejemplares llegan a los 5 años.